# 医王寺前駅
医王寺前駅（いおうじまええき）は、福島県福島市飯坂町平野字道添にある福島交通飯坂線の駅。

## 歴史
- 1925年（大正14年）6月20日：飯坂電車の仏坂上駅として開業。
- 1926年（大正15年）11月20日：医王寺前駅に改称[1]。

## 駅構造
島式ホーム1面2線の地上駅であり、朝と夕方は駅員が配置される。

### のりば
| のりば | 路線    | 方向 | 行先         | 備考   |
| ------ | ------- | ---- | ------------ | ------ |
| 西側   | ■飯坂線 | 下り | 飯坂温泉方面 | 県道側 |
| 東側   | ■飯坂線 | 上り | 福島方面     |        |

※案内上ののりば番号は割り当てられていない。なお、県道は「福島県道3号福島飯坂線」のことを指す。

## 利用状況
2010年度の乗車人員は348人であった
近年の1日平均乗降・乗車人員は以下の通り。
| 年度   | 1日平均 乗車人員 | 1日平均 乗降人員 |
| ------ | ---------------- | ---------------- |
| 2010年 | 348              |                  |
| 2011年 |                  | 612              |
| 2012年 |                  | 655              |
| 2013年 |                  | 594              |
| 2014年 |                  | 745              |
| 2015年 |                  | 589              |
| 2016年 |                  | 631              |
| 2017年 |                  | 616              |
| 2018年 |                  | 592              |

## 駅周辺
- 福島県立福島北高等学校
- 医王寺
- 福島県道3号福島飯坂線
- 国道13号
- 福島県農業総合センター果樹研究所

## 隣の駅
福島交通
■飯坂線
平野駅 - 医王寺前駅 - 花水坂駅